# Erysimum pseudocuspidatum
Erysimum pseudocuspidatum là một loài thực vật có hoa trong họ Cải. Loài này được Polatschek mô tả khoa học đầu tiên năm 1994.